# ژیدوویتسه (ناحیه ییچین)
ژیدوویتسه (به چکی: Židovice) یک منطقهٔ مسکونی در جمهوری چک است که در شهرستان ییچین واقع شده‌است. ژیدوویتسه ۳٫۳۲ کیلومتر مربع مساحت و ۱۱۹ نفر جمعیت دارد.